# Menjamel mao
El menjamel mao (Gymnomyza samoensis) és un ocell de la família dels melifàgids (Meliphagidae).

## Hàbitat i distribució
Habita els boscos de muntanya de les illes Savaii, Upolu i Tutuila, a les Samoa.